# Compupro System 816
Compupro System 816 (System 816) је био професионални рачунар фирме Compupro који је почео да се производи у Сједињеним Америчким Државама од 1983. године.
Користио је 8085, Z80, 8088, 8086, 80286, NS 16032, Motorola 68000 као микропроцесор. RAM меморија рачунара је имала капацитет од од 16 KB до 1 MB.
Као оперативни систем коришћен је CP/M-80, CP/M-86, MP/M, MS-DOS, Concurrent Dos.

## Детаљни подаци
Детаљнији подаци о рачунару System 816 су дати у табели испод.
|                       |                                |
| [ 1 ]                 |                                |
| Произвођач            |                                |
| Тип                   | професионални рачунар          |
| Меморија              | од 16 до 1 MB                  |
| Поријекло             | Сједињене Америчке Државе      |
| Година                | 1983                           |
| Тастатура             | серијски видео терминал        |
| Процесор              |                                |
| Фреквенција процесора | зависи од централног процесора |
| RAM                   | од 16 до 1 MB                  |
| ROM                   | зависи од плоче                |
| Текст                 | 80 знакова x 25 линија         |
| Графика               | нема                           |
| Боја                  | једна боја                     |
| Звук                  | мали звучник                   |
| Димензије             | непознато                      |
| Портови               |                                |
| Оперативни систем     |                                |